# Tunnel della Manica
L'Eurotunnel è una galleria ferroviaria lunga oltre 50 km che unisce il comune del Regno Unito di Folkestone nel Kent a quello francese di Coquelles, vicino a Calais, passando sotto il fondo del Canale della Manica. Il termine Eurotunnel, con cui è comunemente nota l'opera in italiano, spagnolo, tedesco e altre lingue, indica propriamente il nome assunto in origine dalla società concessionaria della gestione del tunnel, oggi denominata Getlink.
È il tunnel con la parte sottomarina più lunga al mondo e il terzo tunnel ferroviario del mondo per lunghezza complessiva, dopo la galleria di base del San Gottardo in Svizzera e la galleria Seikan in Giappone; quest'ultima presenta anch'essa una parte sottomarina, ma la galleria della Manica corre per circa 39 chilometri sotto il mare, contro i 23 del Seikan.
La sua realizzazione fu completata nel 1994, con un costo che, inizialmente stimato in 4 miliardi di sterline di capitali privati, è infine lievitato fino a oltre 9 miliardi..

## Storia
Molte volte nella storia recente fu proposta l'idea di realizzare un collegamento non marittimo tra il Regno Unito e l'Europa continentale:
- Nel 1802 Albert Matthieu-Favier, un ingegnere francese, avanza la proposta di un tunnel percorso dai passeggeri a bordo di carrozze trainate da cavalli, il tunnel sarebbe stato illuminato da lampade a olio e sarebbe stata ricavata su un'isola una stazione di riposo per i cavalli a metà percorso. Il costo venne stimato in un milione di sterline dell'epoca (circa 64,4 milioni di sterline attuali, corrispondenti a circa 84,6 milioni di euro).
- Nel 1875 Peter William Barlow, dopo aver lavorato alla realizzazione della prima ferrovia sotterranea, suggerì di collegare altre due gallerie tramite un tubo d'acciaio galleggiante: la proposta fu respinta. Nello stesso anno i due parlamenti vararono leggi per la realizzazione del tunnel, ma nessuno riuscì a raccogliere i fondi necessari e la concessione andò a scadere l'anno successivo.
- Nel 1876 viene condotta un'estesa ricerca geologica; i francesi scavano due pozzi.
- Nel 1880 la South Eastern Railway avvia delle trivellazioni sperimentali sul lato del Regno Unito.

## Descrizione

### La galleria

Sezione del tunnel

L'intera opera consiste in tre gallerie parallele. Con riferimento allo schema riportato in figura, due delle gallerie sono gallerie ferroviarie di 7,6 metri di diametro distanziate circa 30 metri (A); tra le due vie è posta una galleria di servizio di 4,8 metri di diametro in cui circolano veicoli su gomma (B); da essa ogni 375 metri circa partono delle gallerie di intersezione con i due tunnel ferroviari (C). Il tunnel di servizio serve al doppio scopo di fornire accesso agli operai addetti alla manutenzione e di fornire una via di fuga sicura in caso di emergenza.
I due tunnel ferroviari sono inoltre collegati direttamente ogni 250 metri da condotti per lo sfogo della pressione che passano sopra il tunnel di servizio senza unirsi a esso (D); questi condotti servono ad alleviare l'"effetto pistone", dovuto alla compressione dell'aria provocata dal transito dei treni.

### Progettazione
Nel 1957 venne costituito il Tunnel sous la Manche Study Group, che tre anni dopo suggerì la realizzazione di due tunnel ferroviari principali e una galleria di servizio. Il progetto venne avviato nel 1973, ma si interruppe due anni dopo per problemi finanziari dopo aver realizzato 250 metri di un tunnel di prova.
L'idea del collegamento tra le sponde della Manica venne rilanciata nel 1984 dai governi francese e del Regno Unito, che aprirono una gara d'appalto tra società private. Furono quattro le proposte che giunsero: due tunnel ferroviari, un tunnel automobilistico e un ponte. Dei quattro progetti, venne scelto quello più simile alla proposta del 1973; l'annuncio fu dato il 20 gennaio 1986 e i due governi siglarono un trattato in proposito, il Fixed Link Treaty a Canterbury il 12 febbraio successivo, che verrà ratificato nel 1987.
Il tracciato collega Calais a Folkestone – un po' più lungo del tratto di minore lunghezza possibile – e segue un unico strato di roccia calcarea, ponendosi più in profondità rispetto al tentativo precedente. Per la maggior parte del tracciato il tunnel si trova a 40 metri sotto il fondo del mare, ma la sezione meridionale è più profonda di quella settentrionale.

### Realizzazione

Profilo geologico del tunnel

I lavori di scavo del tunnel procedettero simultaneamente da entrambe le coste, impiegando quindicimila lavoratori in sette anni. Il primo appaltatore dei lavori di costruzione fu la società anglo-francese TransManche Link (TML), un consorzio di dieci imprese di costruzioni e cinque banche dei due Stati. Furono impiegate frese meccaniche a piena sezione, in grado di combinare in sequenza le operazioni di scavo, asportazione del materiale e rivestimento con uno strato di cemento delle pareti permeabili dello scavo. In totale, ne furono impiegate undici:
- tre francesi, da Sangatte al punto di incontro sotto la Manica;
- una francese, lungo il tunnel di servizio, da Sangatte all'ingresso sul lato francese;
- una francese, lungo uno dei due tunnel ferroviari da Sangatte all'ingresso sul lato francese, quindi lungo l'altro tunnel ferroviario in direzione opposta;
- tre britanniche, da Shakespeare Cliff all'ingresso sul lato del Regno Unito;
- tre britanniche, da Shakespeare Cliff al punto di incontro sotto la Manica.

La costruzione del tunnel di servizio iniziò il 1º dicembre 1987 da entrambi i lati e i due tratti si congiunsero sotto l'occhio dei mass-media il 1º dicembre 1990: l'ultimo diaframma venne abbattuto da Phillipe Cozette e Graham Fagg. Gli scavi furono guidati da un sistema di puntamento laser; al congiungimento dei due spezzoni, la differenza tra i punti centrali dei due scavi fu misurata in 358 mm in orizzontale e 58 mm in verticale. Con tale congiungimento divenne nuovamente possibile transitare via terra dalla Gran Bretagna all'Europa continentale dopo 8.500 anni, dalla fine dell'ultima glaciazione.
Gli scavi dei due tunnel ferroviari si congiunsero invece il 22 maggio e il 28 giugno 1991, con ogni incontro accompagnato da una cerimonia di festeggiamento. Di ogni coppia di "talpe" giunte all'incontro, quella francese venne smantellata, mentre quella inglese venne indirizzata a scavare verso il lato esterno e murata sul posto.
Sul lato del Regno Unito furono rimossi 4 milioni di metri cubi di roccia calcarea, la maggior parte dei quali scaricati sotto la Shakespeare Cliff vicino a Folkestone, strappando al mare una superficie di circa 36 ettari oggi chiamata Samphire Hoe e destinata a parco pubblico. Gli scavi finirono 7 mesi dopo e contemporaneamente terminarono le 2 gallerie ferroviarie a Folkestone in Inghilterra e a Calais in Francia.
Il 6 maggio 1994 il tunnel fu inaugurato alla presenza della regina Elisabetta II e del presidente della Repubblica francese François Mitterrand.

## Gestione
Il tunnel è gestito dalla società Getlink, in precedenza denominata Eurotunnel plc in Inghilterra ed Eurotunnel SA in Francia.
Il costo complessivo dell'intera opera è stimato attorno ai 10 miliardi di sterline (11 436 693 301 euro). Il tunnel sta operando in perdita e le azioni che hanno finanziato l'opera hanno perso il 90% del proprio valore tra il 1989 e il 1998. La società Eurotunnel ha annunciato una perdita di 1,33 miliardi di sterline nel 2003 e 570 milioni di sterline nel 2004 ed è in costante negoziato con i creditori. A propria difesa Eurotunnel ha citato un traffico insufficiente (solo il 38% dei passeggeri e il 24% delle merci previste in fase di progetto) e un gravoso carico di interessi sul debito. Parte dell'insuccesso commerciale dell'operazione sembra essere causato dalle eccessive tariffe di transito.
I servizi effettuati nel tunnel fin dalle origini sono quattro:
- I treni passeggeri Eurostar ad alta velocità, appartenenti alla famiglia dei TGV francesi, collegano la Saint Pancras Station di Londra con la Gare du Nord di Parigi e con la stazione Midi/Zuid di Bruxelles, con fermate a Ashford, nel Kent, a Calais-Frethun e a Lilla.
- Lo Eurotunnel Shuttle, servizio di treni navetta per passeggeri, autovetture, camion e autobus. Collega Sangatte (Calais/Coquelles) e Folkestone con treni a vagoni chiusi, di cui alcuni a due piani, con servizio bar. L'ingresso e l'uscita dei veicoli dall'area garage dei vagoni avvengono direttamente restando al volante. Il servizio è svolto con materiale 9000 Eurotunnel costruito appositamente.
- Treni navetta per merci, trasportano camion su vagoni aperti; gli autisti viaggiano in vagoni passeggeri riservati. Il servizio viene effettuato con locomotive Classe 9000 Eurotunnel.
- Treni merci, convenzionale trasporto ferroviario di merci in vagone o container. Sono effettuati con locomotive Classe 9200 Eurotunnel.

I convogli Eurostar viaggiano su linee ad alta velocità sia sulla rete francese che su quella inglese (quest'ultima inizialmente conosciuta come Channel Tunnel Rail Link, oggi High Speed 1), con velocità fino a 300 km/h; all'interno del tunnel la velocità è invece ridotta a 160 km/h. A oggi tutto il tracciato sul suolo inglese è ad alta velocità, infatti l'ultima tratta tra Ebbsfleet e la stazione ferroviaria londinese di St. Pancras è stata aperta al traffico passeggeri nel novembre 2007.
Nonostante un'interruzione del servizio a causa di un incendio nella seconda metà del 2008, tale anno è stato, per la società che gestisce il tunnel, il primo anno con un bilancio con un utile consistente (circa 40 milioni di euro) dalla data di creazione della società (1986), tale da permettere quindi di erogare il primo dividendo della sua storia (un utile inferiore – 1 milione di euro – si era già avuto nel 2007, per la prima volta in assoluto, ma senza alcun dividendo).
Con la liberalizzazione europea dei servizi ferroviari internazionali il tunnel e la linea High Speed 1 sono state aperte alla concorrenza dal 2010. Nel giugno 2013 la DB ha ottenuto una licenza per rendere operativa una linea ferroviaria da Francoforte a Londra, che è attualmente attiva.

### Volumi del traffico passeggeri
All'epoca della decisione di costruire il tunnel era stato stimato un traffico di 15,9 milioni di passeggeri per i treni Eurostar nell'anno di apertura. Nel 1995, primo anno completo di funzionamento del tunnel, i passeggeri reali furono poco più di 2,9 milioni, saliti a 7,1 milioni nel 2000 e scendendo a 6,3 milioni nel 2003. I treni Eurostar erano vincolati dalla mancanza di una linea di comunicazione ad alta velocità sul lato britannico. Dopo il completamento dell'High Speed 1 in due tronconi nel 2003 e nel 2007, il traffico passeggeri aumentò. Nel 2008 l'Eurostar trasportò 9.113.371 passeggeri, un aumento del 10% rispetto all'anno precedente e nonostante le limitazioni dovute all'incendio verificatosi quell'anno. Il numero di passeggeri trasportati per Eurostar continuò ad aumentare raggiungendo i 10 397 894 nel 2014.
| Anno | Passeggeri trasportati           | Passeggeri trasportati                     | Passeggeri trasportati    |
| Anno | Per Eurostar (biglietti venduti) | Per Eurotunnel Shuttles (milioni, stimati) | Totale (milioni, stimati) |
| ---- | -------------------------------- | ------------------------------------------ | ------------------------- |
| 1994 | ~100,000                         | 0,2                                        | 0,3                       |
| 1995 | 2 920 309                        | 4,4                                        | 7,3                       |
| 1996 | 4 995 010                        | 7,9                                        | 12,9                      |
| 1997 | 6 004 268                        | 8,6                                        | 14,6                      |
| 1998 | 6 307 849                        | 12,1                                       | 18,4                      |
| 1999 | 6 593 247                        | 11,0                                       | 17,6                      |
| 2000 | 7 130 417                        | 9,9                                        | 17,0                      |
| 2001 | 6 947 135                        | 9,4                                        | 16,3                      |
| 2002 | 6 602 817                        | 8,6                                        | 15,2                      |
| 2003 | 6 314 795                        | 8,6                                        | 14,9                      |
| 2004 | 7 276 675                        | 7,8                                        | 15,1                      |
| 2005 | 7 454 497                        | 8,2                                        | 15,7                      |
| 2006 | 7 858 337                        | 7,8                                        | 15,7                      |
| 2007 | 8 260 980                        | 7,9                                        | 16,2                      |
| 2008 | 9 113 371                        | 7,0                                        | 16,1                      |
| 2009 | 9 220 233                        | 6,9                                        | 16,1                      |
| 2010 | 9 528 558                        | 7,5                                        | 17,0                      |
| 2011 | 9 679 764                        | 9,3                                        | 19,0                      |
| 2012 | 9 911 649                        | 10,0                                       | 19,9                      |
| 2013 | 10 132 691                       | 10,3                                       | 20,4                      |
| 2014 | 10 397 894                       | 10,6                                       | 21,0                      |
| 2015 | 10 399 267                       | 10,5                                       | 20,9                      |
| 2016 | 10 011 337                       | 20,6                                       | 20,0                      |
| 2017 | 10 300 622                       | 10,4                                       | 20,7                      |
| 2018 | 11 000 000                       |                                            |                           |

### Volume del traffico merci
I volumi del traffico merci sono stati variabili, con una diminuzione nel 1997 per una chiusura dovuta ad un incendio. Il traffico di shuttle merci è complessivamente aumentato nel periodo, indicando che il traffico di merci tramite treno nel tunnel ha superato quello via mare. Il tunnel ha raggiunto una quota di mercato vicina o superiore alle predizioni del 1980, ma quelle del 1990 e del 1994 furono sovrastimate.
Le predizioni per il primo anno di treni merci furono di 7,2 milioni di tonnellate lorde, il valore reale del 1995 fu di 1,3 milioni di tonnellate. Sebbene il volume di merci raggiunse nel 1998 un picco di 3,1 milioni di tonnellate, ridiscese a 1,21 milioni nel 2007, aumentando leggermente a 1,24 nel 2008. Insieme alle merci trasportate sui treni navetta merci il trasporto merci è cresciuto dall'apertura, con 6,4 milioni di tonnellate merci trasportate nel 1995, 18,4 milioni di tonnellate nel 2003 e 19,6 milioni di tonnellate nel 2007. I numeri ridiscesero in seguito agli effetti dell'incendio del 2008.
| Anno | Merci trasportate (in tonnellate) | Merci trasportate (in tonnellate) | Merci trasportate (in tonnellate) |
| Anno | su treni merci                    | Treni navetta (stimati)           | Totali (stimati)                  |
| ---- | --------------------------------- | --------------------------------- | --------------------------------- |
| 1994 | 0                                 | 800 000                           | 800 000                           |
| 1995 | 1 349 802                         | 5 100 000                         | 6 400 000                         |
| 1996 | 2 783 774                         | 6 700 000                         | 9 500 000                         |
| 1997 | 2 925 171                         | 3 300 000                         | 6 200 000                         |
| 1998 | 3 141 438                         | 9 200 000                         | 12 300 000                        |
| 1999 | 2 865 251                         | 10 900 000                        | 13 800 000                        |
| 2000 | 2 947 385                         | 14 700 000                        | 17 600 000                        |
| 2001 | 2 447 432                         | 15 600 000                        | 18 000 000                        |
| 2002 | 1 463 580                         | 15 600 000                        | 17 100 000                        |
| 2003 | 1 743 686                         | 16 700 000                        | 18 400 000                        |
| 2004 | 1 889 175                         | 16 600 000                        | 18 500 000                        |
| 2005 | 1 587 790                         | 17 000 000                        | 18 600 000                        |
| 2006 | 1 569 429                         | 16 900 000                        | 18 500 000                        |
| 2007 | 1 213 647                         | 18 400 000                        | 19 600 000                        |
| 2008 | 1 239 445                         | 14 200 000                        | 15 400 000                        |
| 2009 | 1 181 089                         | 10 000 000                        | 11 200 000                        |
| 2010 | 1 128 079                         | 14 200 000                        | 15 300 000                        |
| 2011 | 1 324 673                         | 16 400 000                        | 17 700 000                        |
| 2012 | 1 227 139                         | 19 000 000                        | 20 200 000                        |
| 2013 | 1 363 834                         | 17 700 000                        | 19 100 000                        |
| 2014 | 1 648 047                         | 18 700 000                        | 20 350 000                        |

## Incidenti
L'incidente più grave registrato all'interno del tunnel è imputabile a un incendio scoppiato il 18 novembre 1996, provocato da una navetta che trasportava camion. Con le squadre di emergenza già allertate, il treno, che viaggiava verso Folkestone, continuò il suo viaggio, aumentando la velocità, e mantenendo così le fiamme controllate. Verso la metà del tunnel il sistema di allarme del treno segnalò la compromissione di un gancio di giunzione dei vagoni e il treno fu costretto all'arresto, evento che diede luogo ad un aumento dell'attività del fuoco. I passeggeri e il personale del treno furono raggiunti dai soccorsi dopo quindici minuti. Il tunnel fu riaperto parzialmente tre giorni dopo, il 21 novembre, con una sola canna operativa e limitato al traffico merci. I convogli furono dirottati sul binario integro mentre si provvedeva alla riparazione del tunnel danneggiato. Il servizio passeggeri riprese a funzionare il 4 dicembre successivo e il ritorno alla normale operatività avvenne il 6 gennaio 1997.
L'11 settembre 2008 nel tunnel si sviluppò un altro incendio, provocato dal ribaltamento di un camion. Fortunatamente non ci furono morti, ma alcune persone rimasero intossicate.
Il 19 dicembre 2009, durante un'ondata di gelo che colpì l'Europa, quattro treni Eurostar con oltre 2000 passeggeri a bordo subirono un'avaria dovuta alla differenza termica tra l'interno della galleria e l'esterno. I treni furono trainati fuori dal tunnel e i passeggeri furono evacuati con l'uso di navette, evitando così feriti.
Il 7 gennaio 2010 un Eurostar Bruxelles-Londra con 260 viaggiatori a bordo fu bloccato da un guasto nel tunnel per quasi tre ore. I gruppi di soccorso rimorchiarono il convoglio fino ad Ashford, dove i passeggeri vennero fatti trasbordare su un altro treno per completare il viaggio verso Londra.

## Sovranità
Il confine ufficiale tra Francia e Regno Unito è una linea dipinta posta all'incirca a metà tracciato (il lato del Regno Unito è di poco più lungo). La metà del Regno Unito ricade sotto l'autorità del distretto di Dover, nella contea del Kent, mentre la controparte francese ricade sotto la regione Alta Francia, sotto il dipartimento Passo di Calais, arrondissement di Calais e cantone di Calais-Nord-Ovest.
I controlli di frontiera sono eseguiti, per ragioni pratiche, all'ultima stazione in cui i treni effettuano fermata prima di immettersi nel tunnel. Un dettagliato trattato tripartito tra Francia, Regno Unito e Belgio disciplina i rapporti di frontiera e definisce alcune "zone di controllo" all'interno delle quali anche gli ufficiali degli altri stati possono esercitare una definita autorità doganale e di polizia. Per la maggior parte delle attività queste zone sono poste agli ingressi del tunnel; per alcuni treni che viaggiano da città a città, il treno stesso rappresenta una "zona di controllo"
Sia la Francia sia il Regno Unito hanno aperto dei posti di polizia di frontiera all'opposta estremità del tunnel (la polizia francese all'ingresso del Regno Unito e la polizia del Regno Unito all'ingresso francese), che hanno il compito di controllare e prevenire l'immigrazione clandestina (più frequente dalla Francia verso il Regno Unito) attraverso il tunnel.